# Маркелов Микола Данилович
Маркелов Микола Данилович (* 20 січня 1920, Барнаул — † 16 листопада 1945 (в деяких джерелах 1947)) — радянський військовий льотчик, Герой Радянського Союзу (1945).

## Біографія
Походить з родини робітника. Закінчив середню школу в Алма-Аті, по тому три курси гірнично-металургійного інституту; вчився в аероклубі.
В Червоній армії з червня 1941 року, 1942 закінчив Чкаловське військове авіаційне училище.
Командир ланки 806-го штурмового авіаційного полку 206-й штурмової авіаційної дивізії 7-го штурмового авіаційного корпуса 14-й повітряної армії 3-го Прибалтійського фронту.
Воював на Північно-Кавказькому, Південному, Четвертому Українському та Третьому Прибалтійському фронтах. Штурмував розташування німецьких військ на Кубані, у Донбасі та Криму.
До 2 вересня 1944 року зробив на літаку Іл-2 105 бойових вильотів — штурмування бойової техніки й живої сили противника.
Загалом за час бойових дій знищив 4 ворожих літаки, до 600 солдатів і офіцерів супротивника, приблизно 100 автомашин з військами й вантажем, 25 танків, 20 батарей польової й зенітної артилерії, підпалив 8 військових складів, потопив баржу з вантажем.
23 лютого 1945 року Президія ВР СРСР присвоїла йому звання звання Героя Радянського Союзу із врученням ордена Леніна й медалі «Золота Зірка».
Після війни служив у полку біля Червоноамійська.
Також нагороджений двома орденами Червоного Прапора, орденом Вітчизняної війни 2-го ступеня, медалями.
Загинув внаслідок трагічного випадку під час виконання службових обов'язків. В Радивилові, де він похований, його іменем пойменовано вулицю.
Ім'я Маркелова викарбуване на Меморіалі Слави в Барнаулі.